# یاکوب سویرچوک
یاکوب سویرچوک (انگلیسی: Jakub Świerczok؛ زادهٔ ۲۸ دسامبر ۱۹۹۲) بازیکن فوتبال اهل لهستان است.
از باشگاه‌هایی که در آن بازی کرده‌است می‌توان به باشگاه فوتبال زاویشا بیدگوشچ و باشگاه فوتبال کایزرسلاوترن اشاره کرد.
وی همچنین در تیم‌های ملی فوتبال زیر ۲۰ سال لهستان، زیر ۲۱ سال لهستان، و لهستان بازی کرده‌است.